# Kenneth Franklin
Pour les articles homonymes, voir Franklin.
Kenneth Linn Franklin (25 mars 1923 – 18 juin 2007), est un astronome et éducateur américain.
Franklin fut le scientifique en chef du Hayden Planetarium de 1956 à 1984 et a été cocrédité pour la découverte d'ondes radio en provenance de Jupiter, la première détection de signaux provenant d'une autre planète,. Il fut souvent présent dans les médias durant la mission Apollo 11, la première mission complète vers la Lune : il était alors expert en astronomie pour la NBC.

## Jeunesse et découverte
Franklin est né à Alameda en Californie, de Myles Arthur et de Ruth Linn (Houston) Franklin. Il a obtenu un associate's degree de l'université de Californie à Berkeley en 1944 et un bachelor en 1948,. Il épouse Beverly Mattson le 29 novembre 1949. Il a obtenu un doctorat à Berkeley en 1953 et a mené des recherches au département de magnétisme terrestre à l'Institut de Washington de 1954 à 1956. 
En 1955, lorsque Franklin et le docteur Bernard F. Burke cherchaient des signaux de l'espace ils entendirent un sifflement. Ils pensèrent au départ que le bruit venait d'un véhicule à proximité, mais ils découvrirent rapidement que le son provenait de Jupiter; ce fut le premier son détecté en provenance d'une planète précise. Le 6 avril 1955 ils présentaient leurs résultats à l'American Astronomical Society. 
En mars 1956 la femme de Franklin, avec qui il avait eu deux filles, meurt, et Franklin commença à travailler au Hayden Planetarium la même année. Le 18 mai 1958 il épouse Charlotte Walton et adopte une fille qu'elle avait eu de son premier mariage.

## Carrière
Après la découverte notable de 1955, Franklin fut souvent invité en tant qu'expert astronome à la télévision ou à la radio. Il est apparu à la CBS pour une émission spéciale sur Spoutnik en 1957 ; il fut également sur CBS en 1966 pour l'atterrissage de Surveyor 1, et enfin il était sur NBC en 1968 et 1969 pour Apollo 8, Apollo 10 et Apollo 11. Il devint rédacteur en astronomie pour le World Almanac (en) de 1968 à 1996 et fut éditeur du Science Digest (en) de 1970 à 1985. De 1973 à 1979, Franklin fut chargé des relations publiques à l'Union américaine d'astronomie. Il enseigna dans plusieurs universités et collèges sur la côte est des États-Unis et notamment à l'université de New York, l'université de la Ville de New York et à Cooper Union. Il a également donné des cours à l'école de journalisme de l'université Columbia et à l'Académie militaire de West Point et fut professeur adjoint à l'université Rutgers pendant trois ans et demi. Franklin pris part à un programme éducatif et en 1973 et 1980, il voyagea en Afrique pour observer les éclipses solaires. Franklin contribua à l'almanach en indiquant l'heure du lever de Soleil sur le New York Times de 1975 à 1997. Il contribua également pour tous les calculs astronomiques pour le Farmers' Almanac (en) de 1980 à 1992. En plus de son travail quotidien il fit des présentations populaires au planetarium de 1956 à 1984 et produisit son propre programme radio,.
Un astéroïde découvert par Edward L. G. Bowell en 1981 fut nommé 2845 Franklinken en son honneur.
Franklin a vécu à Loveland au Colorado jusqu'à sa mort à Boulder due à des problèmes cardiaques.

## Source
- (en) Cet article est partiellement ou en totalité issu de l’article de Wikipédia en anglais intitulé « Kenneth Franklin » (voir la liste des auteurs).